# Foho Buku Mera
Der Foho Buku Mera ist ein Berg in der Aldeia Bucumera (Suco Leorema, Verwaltungsamt Bazartete, Gemeinde Liquiçá, Osttimor). Seine Höhe beträgt 1079 m. Auf dem Gipfel liegt das Dorf Buku Mera. Südlich fließt der Pahiklan, ein Quellfluss des Rio Comoro.